# Isola Peter
Peter è una piccola isola disabitata del gruppo delle Fox nell'arcipelago delle Aleutine orientali e appartiene all'Alaska (USA). Si trova nella Anderson Bay, il braccio meridionale della baia Makushin sulla costa occidentale di Unalaska.